# Aspergillus
Aspergili (lat. Aspergillus) ali glavičaste plesni so rod ubikvitarnih (povsod razširjenih) plesni iz debla Ascomycota z značilnim konidijem.
Glive iz rodu Aspergillus so stalno prisotne v človekovem okolju. Najpogosteje gre za A. fumigatus, pogostejši so še A. flavus, A. terreus in A. niger. Spore gliv najdemo v gozdovih v kupih odpadlega listja, kompostih na vrtu, skladiščih žit, na gnijoči zelenjavi, v vlažnih kleteh stanovanjskih hiš, v iztrebkih ptic in tam, kjer potekajo kakršnakoli gradbena in vzdrževalna dela.